# Musique polynésienne
« Himene » redirige ici. Pour l’article homophone, voir Hyménée.
 (février 2025).
La musique polynésienne englobe ici l'ensemble des îles formant le périmètre polynésien et inclut les îles Cook, les Tuvalu, les Tonga et la Polynésie française ; bien que proche, elle se distingue de la musique maorie de Nouvelle-Zélande et de la musique hawaïenne. Cette musique est essentiellement vocale, ou axée sur un accompagnement percussif tel celui observé lors de la danse tahitienne, le tamure ou l'otea. Il existait certainement des chants sacrés et des chants de travail avant la venue de James Cook, mais il n'en reste que des bribes. Au contraire, avec l'arrivée des missionnaires chrétiens, un genre nouveau de polyphonie a été massivement adopté. De même, la présence des marins occidentaux a permis l'importation de la guitare hawaïenne et du ukulélé. 

## Musique folklorique

### Himene

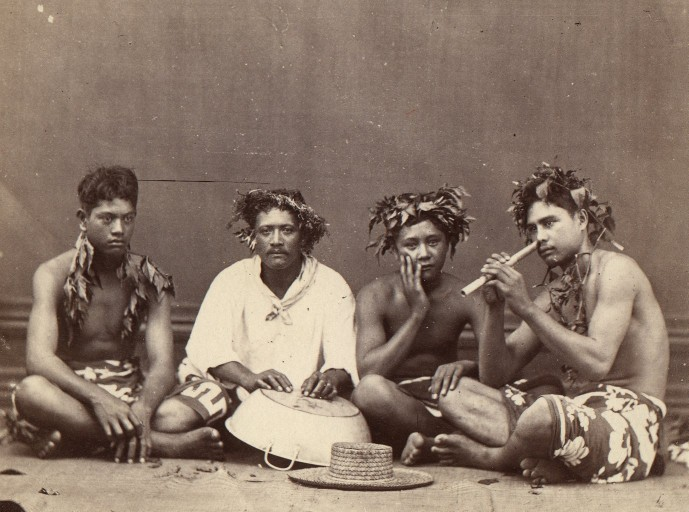
Joueur de vivo

Ce sont des chœurs issus du métissage entre les anciens chants polynésiens et les cantiques protestants anglais apportés par les missionnaires. 
Il y en a de trois sortes : himene tarava, himene ru'au, et ûte paripari. Les deux premiers sont des hymnes poétiques dédiés à des dieux, des héros, des rois ou des animaux. Bien que chantés dans le cadre de la liturgie protestante, ils le sont aussi lors de la fête du Heiva i Tahiti. Chaque île a des variantes spécifiques.
Le ûte est un chant pour deux ou trois, accompagné d'un orchestre traditionnel et d'un ukulélé ou d'une guitare. Le pupu himene rassemble jusqu'à 80 chanteurs, et sa polyphonie a six ou dix voix superposées. Les hymnes protestants se retrouvent aussi aux Tonga (hiva usu, himi et anitema), aux îles Cook (imene tapu, imene tuki, imene metua).

### Fakanauetfatele
Le fakanau est une danse assise des Tuvalu, exécutée par les hommes et les femmes et accompagnées de chants récitatifs et de chœurs polyphoniques. Le fatele est une danse debout moderne des Tuvalu, datant du début du XXe siècle et accompagnée de polyphonies proches des himenes ainsi que de percussions, mais à vocation séculière.

### Haka
C'est une danse virile maohi qui subsiste aux îles Marquises et qui est très en vogue parmi les jeunes Polynésiens. Elle est chantée par le chœurs des danseurs qui s'accompagnent de frappements des cuisses, des pieds, des mains et de cris, en plus de la musique percussive aux tambours. Martiale au départ, elle est devenue un rituel sportif.

### Hiva kakala
Ce sont des chants d'amour a cappella (« chants parfumés ») des Tonga. Comme ils accompagnent souvent les fêtes liées au kava (une boisson narcotique) on les nomme aussi hiva faikava. Ils consistent en un soliste accompagné d'un chœur, produisant une musique polyphonique, parfois accompagné aujourd'hui de string bands.

### Rutu-pa'u
C'est la musique percussive aux îles Cook, liée à la danse ura pa'u et pratiquée sur divers tambours. 

### String bands
Ce sont des ensembles musicaux modernes composés d'instruments à cordes (ukulele, banjo, etc.) répandus dans toute la Polynésie, notamment aux Tonga et aux Tuvalu.

## Musique populaire contemporaine
De nombreux styles de musique moderne sont présents en Polynésie. Le hip-hop local comprend des musiciens et groupes comme All in One, King Kapisi, Fenua Style, Code 98, et La Barbarie Squad. Localement, un groupe de rock gothique reconnu est Tikahiri.
Autres :
- Folk polynésien : Vaiteani (Vaiteani Teaniniuraitemoana, Luc Totterwitz)
- Metal polynésien : Alien Weaponry, Shepherds Reign
- Reggae du Pacifique (en)
- Musique maorie
- Musique hawaïenne

## Instruments traditionnels
Les percussions comprennent : pahu, to'ere, fa'atete, taripahu, lali, et pahu tupa'i rima. Les instruments à vent comprennent : vivo (ou pu ihu), pu'akau (ou hakahau), pu toka, et utete. Les instruments à cordes comprennent : ukulélé et guitare.